# Jonathan Jackson
Jonathan Stevens Jackson (Orlando, Florida, 11 de mayo de 1982) es un actor estadounidense, conocido por interpretar a Lucky Spencer, en General Hospital o Avery en Nashville.

## Biografía
Jonathan Jackson nació en Orlando, Florida, hijo de Jeanine, mánager de oficina, y Ricky Lee Jackson, médico de familia, músico country, y candidato del Congreso en el Estado de Washington. Jackson fue criado en Washington. Tiene dos hermanos. Su hermano mayor, Richard Lee Jackson, es actor y batería de su banda, Enation. Su hermana mayor, Candice, es abogada y autora. Él es activo en la política. Se casó con la actriz de General Hospital Lisa Vultaggio el 21 de junio de 2002. Tienen una hija, Adora (nacida en el verano de 2005), y dos hijos, Caleb (nacido el 21 de junio de 2003) y Titus Gabriel (nacido el 7 de octubre de 2010.)
Hijo de padres adventistas del séptimo día, Jackson creció como cristiano no confesional. EIn 2012, Jackson y su familia fueron bautizados en la Iglesia ortodoxa.

## Filmografía
| Cine                    | Cine                                    | Cine                        | Cine |  |
| Año                     | Película                                | Papel                       | Notas |  |
| ----------------------- | --------------------------------------- | --------------------------- | --- |  |
| 1994                    | Camp Nowhere                            | Morris "Mud" Himmel         | |  |
| 1999                    | The Deep End of the Ocean               | Vincent Cappadora - 16 años | |  |
| 2000                    | True Rights                             | Charlie Vick                | |  |
| 2000                    | Crystal Clear                           | Eddie                       | Cortometraje                                                                                              |  |
|                         | Trapped in a Purple Haze                | Max Hanson                  | ABC película de televisión                                                                                |  |
| 2001                    | Skeletons in the Closet                 | Seth Reed                   | |  |
| 2001                    | On the Edge                             | Toby                        | |  |
| 2002                    | Insomnia                                | Randy Stetz                 | |  |
| 2002                    | Tuck Everlasting                        | Jesse Tuck                  | |  |
| 2004                    | Dirty Dancing: Havana Nights            | James Phelps                | |  |
| 2004                    | Riding the Bullet                       | Alan Parker                 | |  |
| 2005                    | Venom                                   | Eric                        | |  |
| 2009                    | Kalamity                                | Stanley Keller              | |  |
| 2024                    | Unsung Hero                             | Eddie DeGarmo               | |  |
| Televisión              |                                         |                             | |  |
| Año                     | Título                                  | Papel                       | Notas |  |
| 1993–1999, 2009–present | General Hospital                        | Lucky Spencer #1            | |  |
| 2012-present            | Nashville                               | Avery                       | Serie Televisión                                                                                          |  |
| 1996                    | Prisoner of Zenda, Inc.                 | Rudy Gatewick/Oliver Gillis | Película de televisión                                                                                    |  |
| 1996                    | The Legend of the Ruby Silver           | Matt Rainie                 | Película de televisión                                                                                    |  |
| 1998                    | Boy Meets World                         | Ricky Ferris                | Episodio: Starry Night Episodio: Honesty Night                                                            |  |
| 2000                    | Trapped in a Purple Haze                | Max Hanson                  | Película de televisión                                                                                    |  |
| 2001                    | Night Visions                           | Devin                       | Episodio: If a Tree Falls                                                                                 |  |
| 2003                    | The Twilight Zone                       | Martin                      | Episodio: Sunrise                                                                                         |  |
| 2006                    | A Little Thing Called Murder            | Kenny Kimes                 | Película de televisión                                                                                    |  |
| 2008                    | One Tree Hill                           | Él mismo                    | cameo con su banda Enation                                                                                |  |
| 2008–2009               | Terminator: The Sarah Connor Chronicles | Kyle Reese                  | Episodio: Dungeons & Dragons Episodio: Goodbye To All That Episodio: The Good Wound Episodio: Born to Run |  |